# علي الحريشي
أبو الحسن علي بن أحمد بن محمد الفاسي المغربي الحريشي (وُلد 1042 هـ/1633م - توفي 1143 هـ/1730م) فقيه، من الفضلاء. ولد بفاس وسكن المدينة، وتوفي بها.

## مؤلفاته[2]
- "الفتح الفياض في شرح شفاء القاضي عياض"، مجلدان
- "شرح الموطأ"
- "شرح منظومة ابن زكري التلمساني"، في مصطلح الحديث
- "اختصار نفح الطيب"
- "اختصار الإصابة"
- "شرح العقيدة النورية في اعتقاد الأئمة الأشعرية"
- "نخبة الإصابة في التعريف بالصحابة"
- "أربعون حديثا في صلة الرحم وقطعها"
- "مختصر كتاب النساء الصحابيات من الإصابة في تراجم الصحابة"